# Episodi di Lost (prima stagione)
La prima stagione della serie televisiva Lost è stata trasmessa per la prima volta negli Stati Uniti dall'emittente ABC dal 22 settembre 2004 al 25 maggio 2005.
In Italia la stagione è stata trasmessa in prima visione dal canale satellitare Fox dal 22 marzo al 19 luglio 2005 e in chiaro su Rai 2 dal 6 marzo al 22 maggio 2006. In Svizzera è stata trasmessa dal 22 gennaio al 9 aprile 2006 sulla RSI.
| nº | Titolo originale                       | Titolo italiano              | Prima TV USA      | Prima TV Italia |
| -- | -------------------------------------- | ---------------------------- | ----------------- | --------------- |
| 1  | Pilot: Part 1                          | Pilota, prima parte          | 22 settembre 2004 | 22 marzo 2005   |
| 2  | Pilot: Part 2                          | Pilota, seconda parte        | 29 settembre 2004 | 22 marzo 2005   |
| 3  | Tabula Rasa                            | Tabula rasa                  | 6 ottobre 2004    | 29 marzo 2005   |
| 4  | Walkabout                              | La caccia                    | 13 ottobre 2004   | 5 aprile 2005   |
| 5  | White Rabbit                           | Il coniglio bianco           | 20 ottobre 2004   | 12 aprile 2005  |
| 6  | House of the Rising Sun                | La casa del sol levante      | 27 ottobre 2004   | 19 aprile 2005  |
| 7  | The Moth                               | La falena                    | 3 novembre 2004   | 26 aprile 2005  |
| 8  | Confidence Man                         | Il truffatore                | 10 novembre 2004  | 3 maggio 2005   |
| 9  | Solitary                               | Solitudine                   | 17 novembre 2004  | 10 maggio 2005  |
| 10 | Raised by Another                      | Un figlio                    | 1º dicembre 2004  | 17 maggio 2005  |
| 11 | All the Best Cowboys Have Daddy Issues | Inseguimento                 | 8 dicembre 2004   | 24 maggio 2005  |
| 12 | Whatever the Case May Be               | Il mistero della valigetta   | 5 gennaio 2005    | 31 maggio 2005  |
| 13 | Hearts and Minds                       | Ragione e sentimento         | 12 gennaio 2005   | 7 giugno 2005   |
| 14 | Special                                | Speciale                     | 19 gennaio 2005   | 14 giugno 2005  |
| 15 | Homecoming                             | Ritorno a casa               | 9 febbraio 2005   | 21 giugno 2005  |
| 16 | Outlaws                                | Fuorilegge                   | 16 febbraio 2005  | 21 giugno 2005  |
| 17 | …In Translation                        | Cambiamenti                  | 23 febbraio 2005  | 28 giugno 2005  |
| 18 | Numbers                                | Numeri                       | 2 marzo 2005      | 28 giugno 2005  |
| 19 | Deus Ex Machina                        | Deus ex machina              | 30 marzo 2005     | 5 luglio 2005   |
| 20 | Do No Harm                             | Non nuocere                  | 6 aprile 2005     | 5 luglio 2005   |
| 21 | The Greater Good                       | Il bene superiore            | 4 maggio 2005     | 12 luglio 2005  |
| 22 | Born to Run                            | In fuga                      | 11 maggio 2005    | 12 luglio 2005  |
| 23 | Exodus: Part 1                         | Esodo, prima parte           | 18 maggio 2005    | 19 luglio 2005  |
| 24 | Exodus: Part 2                         | Esodo, seconda e terza parte | 25 maggio 2005    | 19 luglio 2005  |

## Pilota, prima parte
- Titolo originale: Pilot: Part 1
- Diretto da: J. J. Abrams
- Scritto da: Jeffrey Lieber, J. J. Abrams e Damon Lindelof
- Episodio dedicato a: Jack

### Trama
Jack, un neurochirurgo, si risveglia in un bosco di canne. Camminando raggiunge una spiaggia, su cui si trova la fusoliera dell'aereo le cui turbine sono ancora in funzione e mette all'opera le sue conoscenze mediche per aiutare i feriti, in particolare soccorre Rose, una donna  che non respira.
- Altri interpreti: Fredric Lane (Marshal), L. Scott Caldwell (Rose), Kimberley Joseph (Cindy), Daniel A. Ortiz (passeggero), Jonathan Dixon (stuart nr. 3), Michelle Arthur (stuart nr. 2), Faith Fay (sopravvissuto), George Alan (stuart nr. 1), Barbara Vidinha-Tyler (donna), Dale Radomski (uomo del laccio emostatico), Geoff Heise (uomo), Greg Grunberg (pilota).

## Pilota, seconda parte
- Titolo originale: Pilot: Part 2
- Diretto da: J. J. Abrams
- Scritto da: Jeffrey Lieber, J. J. Abrams e Damon Lindelof
- Episodio dedicato a: Charlie e Kate

### Trama
Dei sopravvissuti trovano la ricetrasmittente dell'aereo e provano a inviare un segnale, ma ricevono solamente uno strano messaggio.
- Altri interpreti: Fredric Lane (Marshal), L. Scott Caldwell (Rose), Kimberley Joseph (Cindy), Daniel A. Ortiz (passeggero), Jonathan Dixon (stuart nr. 3), Michelle Arthur (stuart nr. 2), Faith Fay (sopravvissuto), George Alan (stuart nr. 1), Barbara Vidinha-Tyler (donna), Dale Radomski (uomo del laccio emostatico), Geoff Heise (uomo), Greg Grunberg (pilota).

## Tabula rasa
- Titolo originale: Tabula Rasa
- Diretto da: Jack Bender
- Scritto da: Damon Lindelof
- Episodio dedicato a: Kate

### Trama
Nei flashback, Kate è in Australia e viene svegliata da un contadino, Ray Mullen, che le chiede perché stia dormendo nella sua stalla. Ray offre un lavoro nella fattoria a Kate, che dice di chiamarsi Annie. Una notte, Kate sta per lasciare la fattoria, ma Ray la scopre e si offre di darle un passaggio alla stazione. Durante il viaggio, Kate scopre che Mullen la sta consegnando alle autorità in cambio di una ricompensa in denaro. Quando vede l'auto dello sceriffo Edward Mars dietro il loro veicolo, Kate causa un incidente mettendo mano ai comandi e fa andare la macchina fuori strada. Ella rinuncia comunque alla possibilità di fuggire, perdendo tempo a tirare fuori Ray dall'auto, che sta andando in fiamme.
Sull'isola, Kate, Sayid, Charlie, Sawyer, Boone e Shannon ritornano dalla montagna, ma decidono di non dire nulla agli altri circa il messaggio radio in francese, poiché ciò potrebbe causare il panico sull'isola. Quando scoppia un litigio tra Sayid e Sawyer, interviene Kate togliendo la pistola a quest'ultimo dividendola in due parti: il caricatore a Sayid e la pistola scarica a Sawyer. Kate, tornata alla spiaggia, rivela a Jack del messaggio in francese.
Jack e Hurley scoprono che Kate è una fuggitiva. Lo sceriffo chiede a Jack di voler parlare con Kate per scoprire quale fosse il favore che questa gli aveva chiesto prima che l'aereo precipitasse. Successivamente, Jack vede Kate, con una pistola, dirigersi verso la tenda dello sceriffo; si ode uno sparo, ma ad uscire dalla tenda di Mars è Sawyer, che dice di avergli sparato al cuore, per far sì che le sue sofferenze finissero. Egli, però, gli ha colpito un polmone e non il cuore, facendolo così cadere in un dolore ancora più lungo e atroce. Si sentono dei rumori quasi di lotta e alla fine, si vede Jack uscire dalla tenda dello sceriffo: egli lo ha soffocato per far cessare quella che sarebbe stata una lunga agonia.
Intanto, Michael chiede a suo figlio Walt circa la sua conversazione avuta con Locke. Il ragazzino gli dice che Locke crede che sia avvenuto un miracolo sull'isola; Michael raccomanda a Walt di stare lontano da Locke. Mentre sta cercando il cane Vincent, Michael incappa in Sun in topless; imbarazzato, le chiede scusa. Locke trova Vincent, ma lo consegna a Michael, in quanto vuole che Walt pensi che sia stato suo padre a ritrovarlo.
Kate vuole raccontare a Jack quali fossero i crimini da lei commessi, ma questo le dice che non gli importa, poiché le loro vecchie vite sono finite quando l'aereo è precipitato.
- Altri interpreti: Fredric Lehne (Marshal), Nick Tate (Ray), Daniel A. Ortiz (passeggero).

## La caccia
- Titolo originale: Walkabout
- Diretto da: Jack Bender
- Scritto da: David Fury
- Episodio dedicato a: Locke

### Trama
I sopravvissuti, a causa della penuria di cibo, iniziano a dare la caccia alla moltitudine di cinghiali presenti sull'isola. Questi, infatti, penetrano all'interno dell'accampamento per divorare i cadaveri dei passeggeri morti: l'unico modo per prevenire questa “profanazione” è bruciare tutti i corpi insieme ai resti dell'aereo. Prima di partire per la caccia, un flashback apre uno scorcio sulla vita di Locke. Locke lavorava come impiegato per una ditta di scatolame, prima di finire sull'isola. Il suo più grande sogno era quello di intraprendere un viaggio avventuroso e di vivere a contatto con la natura incontaminata. Jack cerca di aiutare Rose, una signora che ha perso il marito, e gli altri superstiti proseguono la caccia. Il gruppo formato da Locke, Kate e Michael si trova ad un certo punto diviso. Kate inizia a montare un'antenna consegnatole da Sayid, mentre Locke si ritrova davanti il mostro ed è l'unico a vederlo. Kate e Michael tornano al campo, e Locke li raggiunge poco più tardi con un cinghiale abbattuto. Intanto, Jack comincia ad avere delle visioni di un uomo. La sera viene celebrata la cremazione dei cadaveri e Claire legge ad alta voce le poche informazioni sui compagni di volo deceduti, ritrovate nei registri di volo. Solo alla fine si scopre che Locke in realtà era finito su una sedia a rotelle e, dopo una preparazione di quattro anni per il viaggio della sua vita, si era visto rifiutare l'imbarco a causa di questo suo problema. Arrivato sull'isola però, per qualche oscura ragione aveva ripreso a camminare, sancendo così un rapporto intenso tra lui e quella stessa natura che gli aveva procurato un tale miracolo.
- Altri interpreti: L. Scott Caldwell (Rose), Meilinda Soerjoko (Chrissy), John Simon Jones (agente di viaggi), Billy Ray Gallion (Randy), Stephen J. Rafferty (Warren), John Terry (Dr. Christian Shephard).
- Curiosità: "walkabout" è un termine australiano comunemente usato per indicare un rito di passaggio usato dagli aborigeni all'età di tredici anni, che consiste nel restare da soli nel deserto per alcuni mesi. In questo episodio Locke tenta infatti di fare una cosa simile, ma nella giungla e in tempi ristretti.

## Il coniglio bianco

Jack Shephard e Kate Austen, interpretati da Matthew Fox e Evangeline Lilly, nell'episodio Il coniglio bianco

- Titolo originale: White Rabbit
- Diretto da: Kevin Hooks
- Scritto da: Christian Taylor
- Episodio dedicato a: Jack

### Trama
L'episodio inizia con un flashback che mostra un giovane Jack e un suo amico che sta per essere picchiato. Un ragazzo prepotente concede a Jack la possibilità di andarsene, ma lui decide di aiutare il suo compagno e viene ulteriormente picchiato. Joanna, una dei sopravvissuti dello schianto, sta annegando in mare. Boone corre a salvarla e nuota per raggiungerla, ma non riesce a raggiungerla e inizia ad annegare, quindi Jack si tuffa in mare e salva Boone. Jack è sconvolto perché non è riuscito a salvare anche la ragazza. Quando si volta verso il bosco, rivede l'uomo che aveva visto nelle sue visioni, non riuscendo a capire chi sia.
Hurley e Charlie vogliono che Jack decida come gestire la mancanza di acqua. In un flashback, il padre di Jack vede suo figlio con dei lividi sul volto. Egli dice a Jack che non dovrebbe fare l'eroe, perché non è capace di farlo. Sull'isola Jack vede ancora una volta l'uomo misterioso e lo insegue. Egli lo raggiunge e scopre che è suo padre. Spaventato, gli chiede: "Papà!?". L'uomo silenziosamente si gira e va via.

In un flashback, la madre di Jack gli dice che suo padre ha lasciato l'America per andare in Australia. Lei dice a Jack che deve andarci per portarlo indietro. Jack accetta con riluttanza. Sull'isola, Claire ha un colpo di calore e si scopre che l'acqua restante è stata rubata.

Jack delirante cammina attraverso la giungla alla ricerca di suo padre. Un flashback di Jack mostra la ricerca di suo padre in Australia nell'hotel in cui ha soggiornato e interroga il gestore che informa Jack che suo padre non ha dormito in albergo per diversi giorni a seguito di un incidente al bar. Sull'isola, Jack cade in un precipizio durante la ricerca di suo padre. Egli afferra un ramo, ma non riesce a salire. Locke gli dà la mano e lo aiuta a salire.
Sulla spiaggia, Charlie offre a Claire un po' d'acqua. Iniziano a parlare e diventano amici. Sayid scopre che Sun ha dell'acqua e lei gli rivela che è stato Sawyer a dargliela. Kate segue Sawyer al suo "rifugio" dove tiene gli oggetti che ha saccheggiato dalla fusoliera, ma non ha l'acqua.

Locke dice a Jack che il gruppo dei sopravvissuti ha bisogno di un leader e che dovrebbe essere lui. Jack gli dice che vede sull'isola suo padre, ma che sono delle allucinazioni. Locke afferma che l'isola è "speciale" e tutto ciò che accade su di essa, accade per una ragione. Poi confida a Jack che lui "ha guardato negli occhi l'isola e quello che ha visto è bellissimo". I due si separano: Locke cerca l'acqua e poi dice a Jack di seguire le sue allucinazioni, dicendo: "È necessario terminare ciò che hai iniziato".

In un flashback Jack si trova in una camera mortuaria. Il medico dice che il padre di Jack morì di avvelenamento da alcool. Jack riconosce il corpo. Quella notte sull'isola, Jack scopre le grotte che abbondano di acqua dolce. Qui ci sono altri resti dell'aereo, tra cui una bara. Un flashback mostra Jack in aeroporto. La compagnia aerea si rifiuta di mettere il corpo del padre in aereo perché non hanno la corretta documentazione. Sull'isola, Jack apre la bara scoprendo che è vuota, così, arrabbiato, la distrugge.

Sulla spiaggia, Boone offre dell'acqua a Claire. Charlie, vedendolo, lo trascina fuori dalla tenda. Mentre Boone deve rispondere alle incalzanti domande su dove ha nascosto l'acqua, arriva Jack che informa tutti circa l'acqua presente alle grotte. Sawyer è lieto che la gente odi Boone più di lui. Jack dice a Kate di suo padre.
- Altri interpreti: John Terry (Dr. Christian Shephard), Andy Trask (manager dell'hotel), Meilinda Soerjoko (Chrissy), Veronica Hamel (Margo), John O'Hara (Jack da giovane), Sev Palmer (Meathead), Geoff Heise (dottore).
- Curiosità: Il "White Rabbit", ovvero il coniglio bianco, è un riferimento alla favola di "Alice nel Paese delle Meraviglie". Nel racconto un coniglio bianco attira Alice nella sua tana e di conseguenza nel regno della fantasia. Allo stesso modo, in questo episodio, Jack è richiamato più volte dal padre, che gli appare miracolosamente davanti, nella giungla.

## La casa del sol levante
- Titolo originale: House of the Rising Sun
- Diretto da: Michael Zinberg
- Scritto da: Javier Grillo-Marxuach
- Episodio dedicato a: Sun

### Trama
Un flashback mostra Sun ad un party. Jin, un cameriere, dà a Sun un foglietto dove le scrive di incontrarlo in privato. Sun vuole scappare con Jin in America, ma lui insiste sul fatto di dire a suo padre che si stanno frequentando.
Jack, Kate, Locke e Charlie vanno alle grotte per prendere dell'acqua e indagare. Sun è sconvolta nel vedere Jin che attacca Michael sulla spiaggia senza una ragione apparente. Sawyer e Sayid allora ammanettano Jin ad un pezzo del relitto. Michael dice che il suo attacco è stato a sfondo razziale, ma più tardi dice a Walt che non è vero. Nelle grotte vengono ritrovati due corpi, che Locke definisce i loro "Adamo ed Eva". Dal deterioramento dei loro vestiti Jack stima che siano morti almeno da 40-50 anni e trova una busta contenente due pietre: una nera, l'altra bianca.
In un flashback, Jin parla con il padre di Sun, che approva il loro rapporto fino a quando Jin lavorerà per lui. Una notte, dopo che si sono sposati, Jin torna a casa coperto del sangue di qualcun altro. Sun si arrabbia perché lui si rifiuta di parlarne con lei, quindi gli dà uno schiaffo. Jin allora dice a Sun che fa ciò che suo padre gli dice di fare.
Sulla spiaggia, Jin dice a Sun che Michael ha l'orologio del padre di lei. Intanto Locke e Charlie stanno pulendo le grotte dai relitti dell'aeroplano e Locke dice a Charlie che lo riconosce dato che conosce i Drive Shaft. Charlie è felice che qualcuno conosca le sue canzoni e la sua band.
Jack e Kate ritornano in spiaggia e Jack inizia ad esortare la gente ad andare alle grotte. I naufraghi non sanno se rimanere sulla spiaggia in modo da avere più possibilità di essere avvistati e salvati (mantenendo acceso il fuoco), o se spostarsi alle grotte, dove vi è più riparo e acqua dolce. Il gruppo, in base alle scelte dei singoli, si divide in due: Jack, Locke, Charlie, Hurley, Jin e Sun si spostano alle grotte, mentre Kate, Sawyer, Sayid, Michael, Walt, Shannon e Boone rimangono sulla spiaggia.
Nel flashback successivo, Sun trama di lasciare Jin e suo padre, così lei sarà libera di andare dove vuole. Sull'isola, Sun incontra Michael da solo e in perfetto inglese dice: "Ho bisogno di parlare con te". Michael è sconcertato dal fatto che lei parli inglese. Sun gli dice che Jin non è a conoscenza di questo. Essa spiega che Jin lo ha attaccato perché lui possiede l'orologio che appartiene a suo padre. Michael dice di averlo trovato tra i rottami del relitto e che non è niente di importante per lui.
Alle grotte, Locke dice a Charlie che è a conoscenza del fatto che lui fa uso di eroina. Locke dice che se Charlie butterà la sua droga, l'isola gli darà la sua chitarra, che gli manca profondamente. Charlie gli consegna l'eroina, e Locke gli mostra dov'è la chitarra, lasciando il ragazzo estasiato. Sulla spiaggia, Kate si rifiuta di andare con Jack alle grotte. Michael rompe le manette di Jin con un'ascia. Tuttavia, uno dei polsini rimane sul suo polso. Michael gli restituisce l'orologio e dice a Jin di stare lontano da lui e da Walt.
Un flashback mostra Sun all'aeroporto intenta ad andarsene via e lasciare Jin per sempre. Tuttavia, ella non può farlo in quanto egli esprime un gesto d'amore per lei. Quella notte, alle grotte, Charlie suona la sua chitarra e Jack ritorna con la gente dalla spiaggia.
- Altri interpreti: Dustin Watchman (Scott), Sora Jung (restauratrice), Meilinda Soerjoko (agente dei Chrissy-Ticket).

## La falena
- Titolo originale: The Moth
- Diretto da: Jack Bender
- Scritto da: Jennifer Johnson e Paul Dini
- Episodio dedicato a: Charlie

### Trama
Tramite un flashback, si scopre che Charlie, ai tempi in cui era con suo fratello Liam nella band Drive Shaft, a causa della frustrazione e del senso d'inferiorità che Liam gli fa sentire, comincia a fare uso di droghe, anche a causa della dipendenza del fratello stesso. Anni più tardi, la band si è sciolta e Liam si è sposato e ha una figlia. Charlie va a fargli visita e gli propone di riformare la band. Liam però rifiuta, dicendo al fratello che ormai ha cambiato vita. Gli offre invece aiuto, poiché Charlie è ancora un tossicodipendente. Furioso con Liam, Charlie gli dice che è colpa sua se ora è ridotto così e se ne va, dichiarando che ha un aereo da prendere.
Sull'isola, Charlie comincia ad accusare i primi sintomi di astinenza. Chiede quindi a Locke di ridargli l'eroina. John gli dice che gli ridarà indietro la droga quando lui glielo avrà chiesto tre volte: questa è la prima.
Successivamente, in seguito ad un litigio alle grotte tra Charlie e Jack causato dall'idea di Charlie che il dottore lo tratti come un bambino, il soffitto crolla e Jack rimane intrappolato. Quest'ultimo non risponde ai richiami, probabilmente perché svenuto, e Hurley, che era lì presente, dice a Charlie di correre a chiedere aiuto. Frattanto, Sayid, con l'aiuto di Boone e Kate (poi rimpiazzati rispettivamente da Shannon e Sawyer quando Charlie verrà ad avvisarli della situazione di Jack), ha trovato un modo per isolare il segnale del trasmettitore e chiedere quindi aiuto. Fa posizionare i suoi due aiutanti su due colline molto distanti tra di loro, con lui in un'altra collina tra le due, così da poter accendere tre antenne contemporaneamente per il breve lasso di tempo che hanno a disposizione per via delle batterie quasi scariche. Dopo aver avvisato anche Michael e altri due uomini del campo, Charlie si dirige da Locke, che però capisce subito che la vera ragione per cui Charlie è andato da lui è per chiedergli indietro la droga. Lo avvisa quindi che quella è la seconda volta. John mostra poi a Charlie un bozzolo di falena: l'uomo spiega al ragazzo che lui potrebbe facilmente aiutare l'animale ad uscire dalla crisalide in cui è rinchiuso, ma questa sua azione non gli permetterebbe di rafforzarsi a sufficienza e di essere così in grado di sopravvivere alle prove future che la natura gli metterà di fronte. È quindi necessario che lui lasci che sia la falena stessa a liberarsi da sola. Charlie osserva Locke e comincia a comprendere le attinenze di quell'esempio con la sua attuale situazione.
Charlie torna alle grotte e, poiché l'unico modo per salvare Jack è che qualcuno si faccia strada tra le macerie e lo tiri fuori, si offre volontario. Raggiunto Jack, che fortunatamente è ancora vivo, si crea però un'altra frana e i due rimangono intrappolati. All'esterno, Kate è appena arrivata e cerca disperatamente di tirare fuori i due, scavando a mani nude nella terra. Jack intanto parla con Charlie e gli confida che sa, avendo notato i sintomi di astinenza, che è un tossico. Charlie non può che ammettere le proprie colpe e, in quel momento, nota una falena che vola nel buio verso un barlume di luce che esce dal soffitto: in preda all'entusiasmo si mette quindi a scavare in quella direzione con tutte le sue forze. I due riescono ad uscire, e mentre Kate abbraccia Jack i presenti si congratulano con Charlie per il salvataggio.
Intanto, proprio mentre Sayid ha fatto posizionare Shannon e Sawyer nei luoghi prestabiliti e verificato la loro posizione con l'aiuto di due razzi e sta per ricevere un segnale, viene colpito violentemente alle spalle e sviene. Al risveglio, troverà il trasmettitore completamente distrutto.
La sera, Charlie va da Locke e gli chiede per la terza volta la droga, annunciando che ha preso la sua decisione. Quasi dispiaciuto, John gli consegna l'eroina ma il ragazzo, dopo pochi attimi di esitazione, butta il sacchetto nel fuoco lì vicino, sotto lo sguardo soddisfatto di Locke. Charlie alza lo sguardo al cielo, e nota una falena volare nella notte.
- Altri interpreti: Christian Bowman (Steve Jenkins), Dustin Watchman (Scott), Richard MacPherson (Record Exec), Glenn Cannon (prete), Neil Hopkins (Liam).

## Il truffatore
- Titolo originale: Confidence Man
- Diretto da: Tucker Gates
- Scritto da: Damon Lindelof
- Episodio dedicato a: Sawyer

### Trama
Nei flashback, Sawyer è a letto con una donna, Jessica, ma, rendendosi conto che è in ritardo per un appuntamento di lavoro, si riveste e prende la sua valigia, che si apre e lascia cadere tanti soldi, davanti a una Jessica sbalordita. Sawyer le spiega che sta per compiere un investimento che triplicherà il suo denaro in due settimane: la donna gli dice che è interessata all'affare e che prenderà anche i soldi di suo marito, così da spartire tra loro il ricavato dall'investimento con Sawyer. Si scopre che Sawyer è un truffatore. Jessica e il marito pranzano con Sawyer, decisi a fare affari con lui, e gli affidano il denaro. Alla vista tuttavia del figlio bambino della coppia, Sawyer improvvisamente annuncia che l'affare è saltato e lascia la valigia contenente il denaro dei coniugi prima di uscire dalla casa.
Sull'isola, Kate sta raccogliendo della frutta, quando incappa nella roba di Sawyer; mentre ella sta dando uno sguardo a un suo libro, Sawyer esce dal mare e cerca di flirtare con lei, che però va via.
In seguito, il truffatore sorprende Boone a rovistare nella sua roba e lo attacca. Si scopre che questi stava soltanto cercando di trovare l'inalatore di sua sorella Shannon, gravemente affetta da asma: Jack cerca di convincere Sawyer a cedere l'inalatore ma quegli obietta che lo cederà solo in cambio di un bacio da parte di Kate. Quest'ultima, intanto, nota che Sawyer è chiaramente ossessionato dalla lettera che legge sempre, quindi l'uomo gliela fa leggere a voce alta. In essa, l'autore afferma che Sawyer è andato a letto con sua madre e ha rubato i soldi di suo padre, causando la morte di entrambi (all'uxoricidio infatti era seguito il suicidio del padre). Infine, l'autore afferma che troverà Sawyer.
Locke interroga Sayid sulla sua aggressione e gli dice che, a suo parere, è stato Sawyer ad attaccarlo. L'iracheno, usando come pretesto la faccenda degli inalatori, con l'aiuto di Jack, attacca Sawyer e lo lega ad un albero, per poi torturarlo con delle canne di bambù appuntite, al fine di estorcergli informazioni. Sawyer ripropone la clausola del bacio con Kate, che si realizza; tuttavia, l'uomo, appena dopo il bacio, rivela che non è in possesso dell'inalatore. Sayid pensa che l'uomo stia mentendo e ha una lotta con lui, al termine della quale pugnala Sawyer ad un braccio col coltello di Locke. Il truffatore sarà curato da Jack.
Kate, nel frattempo, ha analizzato la lettera e ha scoperto che è datata 1976: dunque arriva alla conclusione che non è stata indirizzata a Sawyer, ma è stata scritta da lui. Sawyer racconta allora la sua storia a Kate e afferma che, alla vista del figlio di Jessica, egli aveva capito che era diventato l'uomo cui stava dando la caccia, appunto Sawyer, di cui ha adottato il nome.
Mentre Sun aiuta Shannon a depurare i bronchi con foglie di eucalipto, Sayid è deciso ad esplorare in solitudine l'isola, così da poter meditare su quanto fatto a Sawyer. Charlie convince Claire a trasferirsi alle grotte.
- Altri interpreti: Kristin Richardson (Jessica), Michael DeLuise (David), Billy Mayo (Kilo), Jim Woitas (ragazzo).

## Solitudine
- Titolo originale: Solitary
- Diretto da: Greg Yaitanes
- Scritto da: David Fury
- Episodio dedicato a: Sayid

### Trama
Sayid si trova sulla spiaggia osservando una foto che portava con sé sull'aereo, che ritrae una donna. Sul retro c'è una scritta in arabo. Ma la sua attenzione viene richiamata da un cavo elettrico sulla spiaggia che sembra provenire dal mare e dirigersi verso l'interno dell'isola. Sayid lo segue fin dentro la giungla.
Intanto Jack sta medicando Sawyer cambiandogli la fasciatura alla ferita infertagli da Sayid. Sawyer cerca di fare leva sui sensi di colpa di Jack per aver lasciato che l'iracheno lo torturasse, ma Jack gli fa notare che si trova lì poiché nessun altro vuole avere a che fare con lui. Sawyer lascia intendere che non è così per Kate, questo infastidisce Jack che smette di medicargli la ferita e se ne va, invitandolo a fasciarsela da solo. Trova Kate, e la donna gli esprime la propria preoccupazione per Sayid ormai via da due giorni, sostenendo che l'iracheno non è andato via per cercare il segnale radio bensì per punirsi per aver torturato Sawyer, nonostante Jack cerchi di minimizzare l'accaduto.
Sayid, seguendo il filo, nota una trappola e riesce ad evitarla ma finisce subito in un'altra, ferendosi ad una gamba. Calata la notte, però, qualcuno viene a liberarlo.
Jack intanto è alle prese con un'orticaria di Sullivan, il quale sembra essere eccessivamente preoccupato. Hurley sostiene che è per via dello stress, e dice che secondo lui il nervosismo di tutti dipenda dalla mancanza di cose da fare.
Nel frattempo, Sayid si risveglia legato ad un letto e una donna gli chiede dov'è Alex in diverse lingue per poi torturarlo con una serie di scariche elettriche.
Nel flashback, Sayid sta torturando un uomo in Iraq. Il suo amico nonché superiore, entusiasta del suo lavoro, chiede il suo trasferimento ai servizi segreti, mentre la donna della foto viene portata in cella davanti ai suoi occhi.
La stessa sera, Locke torna con altre valigie ritrovate nella foresta con Ethan, il quale sembra essere esperto di caccia. Walt vorrebbe tornare nella foresta con i due, ma il padre glielo vieta. Hurley intanto trova delle attrezzature da golf nelle borse e allestisce un campo da golf sull'isola.
Nel frattempo Sayid scopre che la donna che lo sta torturando è Danielle Rousseau, la donna francese che ha lanciato il messaggio d'aiuto partito sedici anni prima. La donna sostiene che la trasmissione la controllano "loro" e pensa che sia colpa sua e dei suoi compagni se lei è bloccata sull'isola. Poi chiede a Sayid della foto.
Nel flashback, a Sayid viene chiesto di torturare la donna della foto che si rivela essere una sua compagna di scuola di quando erano bambini, e tra i due sembra esserci del tenero.
Danielle intanto medica la ferita alla gamba di Sayid e nota su di essa un foro di pallottola. Sayid cerca di sapere da lei chi sia Alex e le rivela il nome della donna nella foto, Nadia, sostenendo che è morta per colpa sua. Poco dopo si offre di ripararle un carillon rotto a cui la donna tiene molto ed in cambio lei gli racconta di come è arrivata sull'isola: faceva parte di un gruppo di ricercatori tra cui Robert, l'uomo che amava, e viaggiavano su una nave che a causa della strumentazione fuori uso si incaglia sull'isola. Poi parla di una "roccia nera" e degli "altri", sostenendo che li sente spesso bisbigliare nella giungla. Sayid crede che senta i sussurri solo perché è stata da sola per troppo tempo.
Nel frattempo, Hurley, Mike, Charlie e Jack giocano a golf quando vengono scoperti da Sullivan, il quale chiede di poter giocare a sua volta. Pian piano alla spiaggia i superstiti vengono a sapere del campo da golf e incuriositi si recano a vedere la partita. Kate consiglia a Sawyer di socializzare poiché non piace a nessuno sull'isola.
Nel flashback, Sayid porta del cibo a Nadia chiedendole di collaborare, ma lei si rifiuta. Il suo superiore decide di eliminare la prigioniera ed incarica Sayid di occuparsene. L'iracheno, però, cerca di farla scappare rifiutandosi di andare con lei perché altrimenti il regime ucciderebbe la sua famiglia. Nadia perde tempo a scrivere sul retro della sua foto e i due vengono scoperti dal superiore di Sayid, così quest'ultimo è costretto a sparargli, per poi spararsi a una gamba per inscenare la fuga di Nadia.
Sull'isola, dopo che Sayid ha riparato il carillon di Danielle, le chiede di lasciarlo libero, ma la conversazione viene interrotta dal passaggio di qualcosa di cui Danielle dice che se sono fortunati è soltanto un orso. Sayid ha paura che possa essere il mostro, ma Danielle sostiene che non esiste alcun mostro, prima di uscire dal rifugio. Sayid approfitta dell'assenza della Rousseau per liberarsi, prendere alcune carte raffiguranti l'isola, un fucile ed uscire fuori. Qui si imbatte nella donna francese e i due si puntano a vicenda le rispettive armi. Danielle però gli rivela di avergli tolto il percussore come fece con Robert, l'uomo che amava, che uccise perché, a sua detta, era malato. La donna racconta inoltre di aver ucciso tutti i suoi compagni per lo stesso motivo.
Nel frattempo al campo da golf una folla si è riunita intorno ai giocatori. Jack, parlando con Kate, si rende conto che ad Hurley è bastato poco per far sentire tutti al sicuro distratti dal gioco. Anche Walt giunge sul campo sentendosi solo, ma Michael, distratto dal gioco lo trascura.
Sayid, ancora sotto tiro, sostiene di non essere malato e le rivela il significato della scritta sulla foto di Nadia: «Mi rivedrai in questa vita o in un'altra», e sostiene che per lui l'unica via d'uscita dall'isola è con l'appoggio degli altri superstiti. A questa rivelazione Danielle lo lascia andare e se ne va, consigliandogli però di tenere d'occhio i suoi amici e rivelandogli che Alex era il suo bambino.
Al campo da golf, Charlie sbaglia un tiro decisivo, e gli altri iniziano a scommettere sulla vittoria o sconfitta di Jack. Alle scommesse si aggiunge Sawyer, che sembra aver seguito il consiglio di Kate. Intanto Locke si sta allenando a lanciare il coltello e si accorge che Walt lo sta osservando. Il bambino gli chiede di insegnargli a lanciare il coltello.
Sayid si appresta a ritornare al campo, ma sulla via del ritorno sente anch'egli i sussurri nella giungla di cui parlava Danielle.
- Altri interpreti: Mira Furlan (Danielle Rousseau), Christian Bowman (Steve Jenkins), Dustin Watchman (Scott), William Mapother (Ethan Rom), Andrea Gabriel (Nadia), David Negahban (Omar), Xavier Alaniz (Prisoner), Scott Paulin (Sullivan).

## Un figlio
- Titolo originale: Raised by Another
- Diretto da: Marita Grabiak
- Scritto da: Lynne E. Litt
- Episodio dedicato a: Claire

### Trama
Nei flashback, Claire scopre di essere incinta assieme al suo ragazzo Thomas. Nonostante le incertezze della ragazza, il fidanzato riesce a convincerla a tenere il bambino, convinto che sarebbero stati bravi genitori. In seguito, Claire si reca da un medium, il signor Malkin, per farsi leggere la mano; l'uomo, però, sembra spaventarsi per qualcosa e si rifiuta di dirle che cosa ha visto, restituendole i soldi. Qualche tempo dopo Thomas lascia Claire, in quanto ha cambiato idea sul fatto di essere pronti ad avere un figlio. La ragazza torna da Malkin per sapere cosa lo aveva spaventato; il medium le spiega che sarebbe dovuta essere lei a occuparsi del bambino, altrimenti il piccolo sarebbe stato in pericolo. Inizialmente Claire non ci crede e fa per dare in adozione il bambino a una coppia, tuttavia, quando è il momento di firmare le carte, nessuna delle penne che le vengono date funziona. La ragazza, così, cambia idea e si rivolge a Malkin, il quale le spiega che dovrà dare il figlio a una coppia di Los Angeles, insistendo particolarmente per farle prendere l'infausto volo 815. Così, nonostante gli iniziali sospetti, Claire accetta.
Nel presente, Claire viene tormentata da degli incubi: nel primo si ritrova non più incinta a camminare nella foresta, imbattendosi in Locke che l'accusa di star facendo pagare a tutti il prezzo per aver dato via il bambino nonostante gli avvertimenti; poi si imbatte in una culla piena di sangue, svegliandosi terrorizzata per scoprire di essersi conficcata le unghie in profondità dei palmi. Nel secondo incubo, invece, viene aggredita da qualcuno che le inietta qualcosa nello stomaco, pur non lasciandole alcun segno.
In seguito all'attacco a Claire, Hurley decide di scrivere una lista con le identità di tutti i sopravvissuti, così da avere una chiara idea di chi si trovi sull'isola; inizia con Ethan Rom, il quale pare restio a dirgli le proprie informazioni personali. Jack, intanto, cerca di convincere Claire che ha solo sognato l'aggressione e le offre dei sonniferi per calmarla ma Claire, arrabbiata perché non le crede, decide di tornare in spiaggia. Boone suggerisce a Hurley di farsi dare da Sawyer la lista d'imbarco dei passeggeri, con già spuntati i nomi dei deceduti, e il truffatore, così, gliela consegna. Mentre Claire si dirige alla spiaggia con Charlie, viene colpita dalle contrazioni. Mentre cerca di calmarla, il ragazzo le confessa accidentalmente di essere stato un drogato, e Claire gli ordina di andare a cercare Jack. Charlie si imbatte in Ethan e gli chiede di avvertire Jack della situazione della ragazza, per poi tornare dalla ragazza e non lasciarla sola. Mentre viene confortata, Claire gli racconta del medium e capisce che l'uomo sapeva cosa sarebbe successo all'aereo; Charlie ipotizza allora che l'avesse fatta partire appositamente su quel volo per forzarla a crescere lei stessa il bambino. Dopodiché la ragazza smette di avere le contrazioni.
Nel frattempo Sayid, esausto e malconcio, torna al campo e racconta agli altri di Rousseau e delle altre persone che pare vivrebbero sull'isola. Nello stesso momento arriva Hurley che informa Jack che uno dei sopravvissuti non è presente sulla lista d'imbarco, pertanto non è uno dei passeggeri. Mentre si dirigono al campo, Charlie e Claire si imbattono in Ethan, che li guarda minaccioso.
- Altri interpreti: William Mapother (Ethan Rom), Christian Bowman (Steve Jenkins), Dustin Watchman (Scott), Barry Whitfield (Mr. Slavitt), Keir O'Donnell (Thomas), Jenny Chang (Rachel), Nick Jameson (Malkin), Alan Baltes (Marcus) Lisa Fraser (Arlene).

## Inseguimento
- Titolo originale: All the Best Cowboys Have Daddy Issues
- Diretto da: Stephen Williams
- Scritto da: Javier Grillo-Marxuach
- Episodio dedicato a: Jack

### Trama
In questo episodio si rivivono i flashback di Jack nei quali il padre ubriaco provoca la morte di una paziente durante un intervento chirurgico. 
Nel presente John, Boone, Jack e Kate si dividono nella giungla per cercare Claire e Charlie, rapiti da Ethan. I quattro si dividono per estendere la ricerca nella giungla. Kate e Jack trovano Charlie impiccato ad un albero, quasi morto, ma Jack riesce a salvarlo. Charlie dice loro di non ricordare niente dell'accaduto, e i tre sono costretti a tornare alle grotte. Nel frattempo, John e Boone dall'altra parte della giungla trovano quello che sembra essere un pannello metallico nel terreno.
- Altri interpreti: Christian Bowman (Steve Jenkins), John Terry (Dr. Christian Shephard), William Mapother (Ethan Rom), Jackie Maraya (Andrea), Matt Moore (marito), Mark Stitham (dottore), Michael Adamshick (anestesista).
- Curiosità: All the Best Cowboys Have Daddy Issues è una canzone dei Senses Fail, tributo proprio a questo episodio.

- Ascolti tv Italia: 5.639.000 telespettatori [2]

## Il mistero della valigetta
- Titolo originale: Whatever the Case May Be
- Diretto da: Jack Bender
- Scritto da: Damon Lindelof e Jennifer Johnson
- Episodio dedicato a: Kate

### Trama
In una serie di flashback si vede Kate che, ingannando la sua stessa banda, ruba da una cassetta di sicurezza di una banca una busta verde. 
Sull'isola, Kate e Sawyer si dirigono nella giungla per cacciare, ma si fermano quando trovano una cascata, tuffandocisi dentro. In profondità, Kate trova la valigetta che apparteneva allo sceriffo Edward Mars, ma mente a Sawyer sul fatto di sapere cosa contiene, e così quest'ultimo, incuriositosi, prende l'oggetto e lo porta via. Essendo una valigetta blindata Sawyer non riesce ad aprirla, ma Kate sa dov'è la chiave e si fa aiutare da Jack a prenderla a patto di poter vedere insieme cosa c'è all'interno. Tuttavia Kate tende a Jack un tiro mancino prendendo la chiave di nascosto da lui. Jack però se ne accorge subito, la costringe a dargli la chiave, va da Sawyer e si fa dare la valigetta.
Come promesso, la apre alla presenza di Kate, e oltre a quattro pistole, delle scatole di munizioni e alcune banconote, vi è all'interno una busta gialla con scritto "effetti personali". Jack la fa aprire a Kate che ne tira fuori un aeroplanino giocattolo. In seguito alle insistenti pressioni del medico, Kate confessa in lacrime che l'oggetto apparteneva all'uomo che amava e che lei ha ucciso.
Charlie, sconvolto dagli avvenimenti del giorno prima e sentendosi in colpa per non essere riuscito a proteggere Claire, non parla con nessuno e se ne sta in disparte. Rose tenta quindi di consolarlo. Il ragazzo le chiede piangendo di aiutarlo, ma la donna gli dice che non è in suo potere. Quindi gli prende le mani, e recita una preghiera per lui.
Intanto, Shannon aiuta Sayid a tradurre le mappe che ha rubato dalla Rousseau, e insieme scoprono che la donna ha scritto a ripetizione delle frasi del testo di una canzone francese.
- Altri interpreti: L. Scott Caldwell (Rose), Michael M. Vendrell (Trucker), Victor Browne (Jason), Achilles Gacis (Six Foot Five), Tim Halligan (Hutton), Dezmond Gilla (giocatore di baseball).

## Ragione e sentimento
- Titolo originale: Hearts and Minds
- Diretto da: Rod Holcomb
- Scritto da: Carlton Cuse e Javier Grillo-Marxuach
- Episodio dedicato a: Boone

### Trama
In una serie di flashback si scopre che Boone e Shannon in realtà sono fratellastri e che Boone è innamorato da tempo della ragazza. 
Intanto sull'isola Locke addestra Boone, somministrandogli una sostanza allucinogena.
- Altri interpreti: Charles Mesure (Bryan), Kelly Rice (Nicole), Adam Leadbeater (Malcolm).

## Speciale
- Titolo originale: Special
- Diretto da: Greg Yaitanes
- Scritto da: David Fury
- Episodio dedicato a: Michael e Walt

### Trama
In una serie di flashback si scopre che alla compagna di Michael, Susan Lloyd, viene offerto un lavoro ad Amsterdam. A tal proposito persuade Michael a lasciarle portare con sé Walt, mentre questo è ancora molto piccolo. Michael non rivede il figlio finché Susan non muore. Il marito di Susan, Brian Porter, racconta a Michael che non vuole più prendersi cura di Walt anche perché intorno al bambino accadono cose strane.
Michael non trova più Walt, e poi lo vede con John e Boone. John sta insegnando a Walt a lanciare un coltello, e con suoi consigli riesce a lanciarlo nel punto giusto. Michael quando vede Walt con il coltello in mano si arrabbia molto con John e gli dice di stare lontano da loro. John dà un saggio consiglio a Michael:  Walt si è attaccato molto a John perché da suo padre si sente trattato come un bambino, invece lui lo tratta come un adulto. Di questo poi Michael ne parlerà alle grotte con Sun.
Intanto sull'isola padre e figlio hanno ancora delle difficoltà. Dopo una lite col padre, Walt si inoltra nella giungla col suo cane, ma viene attaccato da un orso polare.
Con l'aiuto di Locke, Michael porta in salvo il figlio e il loro rapporto sembra rasserenarsi.
Più tardi, mentre Locke è nella giungla con Boone, da dietro un albero spunta Claire.
- Altri interpreti: Christian Bowman (Steve Jenkins), Monica Garcia (infermiera), Tamara Taylor (Susan), David Starzyk (Brian), Natasha Goss (Dagne).

## Ritorno a casa
- Titolo originale: Homecoming
- Diretto da: Kevin Hooks
- Scritto da: Damon Lindelof
- Episodio dedicato a: Charlie

### Trama
Nei flashback, vediamo Charlie adattarsi alla rottura dei Drive Shaft. Intanto, frequenta una ragazza di nome Lucy. Lui però ci prova con lei solo per essere rispettato da qualcuno ed inizia a derubare lei e la sua famiglia. Quando la ragazza scopre infine che è un tossico, decide di non avere mai più a che fare con lui e gli fa notare che non sarà mai in grado di prendersi cura di qualcuno. 
Sull'isola, John e Boone riportano Claire al campo tra la sorpresa generale. Il gruppo si prende cura di lei, ma quando si sveglia scoprono che non si ricorda niente, e i suoi ricordi da quando è precipitato l'aereo si sono totalmente azzerati. Charlie decide quindi di starle accanto, e di cercare di farle tornare la memoria.
Durante una passeggiata con Jin nella giungla, però, Charlie viene tramortito da Ethan. Charlie tenta di colpirlo, ma Ethan lo afferra per il collo e lo solleva, sbattendolo contro un albero. Gli dice che se non riavrà indietro Claire, ucciderà un sopravvissuto al giorno, fino a quando rimarrà solo lui da uccidere.
Charlie corre al campo e avvisa dell'accaduto Jack e Locke. I due decidono allora di organizzare delle trappole con delle sentinelle intorno al campo. La notte passa però apparentemente tranquilla, sino a quando la mattina dopo Boone, Locke e Sayid sentono delle urla. Arrivati sul posto scoprono che Scott, uno di loro, è stato ucciso.
Jack, dopo essersi consultato con John, decide di tendere una trappola a Ethan. Usando Claire, che si propone come esca, prende una delle quattro pistole contenute nella valigetta dello sceriffo Edward Mars e distribuisce le restanti a Sawyer, John e Sayid. Kate vuole andare con loro e, malgrado Jack non sia d'accordo, Sawyer le consegna la pistola dello sceriffo che lui teneva custodita. Anche Charlie vorrebbe far parte del piano, ma quando Jack gli chiede se sa sparare, non può che rispondergli di no.
La notte Sayid dice agli altri quattro che sparare dovrà essere la loro ultima risorsa: è infatti necessario catturare Ethan vivo per interrogarlo. Sotto una pioggia scrosciante, Jack, Sayid, Sawyer, John e Kate si nascondono dietro gli alberi intorno ad una radura, mentre Claire aspetta al centro di essa. Ethan non tarda ad arrivare, e mentre sta per aggredire Claire, Jack esce dal suo nascondiglio e lo colpisce più volte, mettendolo al tappeto. Mentre lo tengono sotto mira, Jack fa alzare l'uomo per poterlo legare, ma all'improvviso il corpo di Ethan viene crivellato da una serie di proiettili e cade a terra senza vita. Tutti si voltano nella direzione degli spari, e vedono Charlie impugnare la pistola ancora fumante di Jack, che questi aveva lasciato a terra prima di affrontare Ethan.
Quando Jack chiede a Charlie il perché del suo gesto, il ragazzo gli risponde che Ethan meritava di morire per quello che aveva fatto a lui e a Claire, e che non voleva che le si riavvicinasse un'altra volta. Più tardi, Charlie è al campo seduto accanto a Claire: lei gli dice che non sa che cosa sia successo nel suo passato, che ha molta paura, ma che vuole fidarsi di lui.
- Altri interpreti: Dustin Watchman (Scott Jackson), Christian Bowman (Steve Jenkins), William Mapother (Ethan Rom), Darren Richardson (Tommy), Sally Strecker (Lucy), Jim Piddock (Frank), Eric Griffith (compratore).

## Fuorilegge
- Titolo originale: Outlaws
- Diretto da: Jack Bender
- Scritto da: Drew Goddard
- Episodio dedicato a: Sawyer

### Trama
Grazie ad una serie di flashback, si scoprono nuove verità sul passato di Sawyer. Egli, grazie a delle informazioni fornitegli dal collega Hibbs, viene a sapere che Sawyer, l'uomo che aveva rovinato la sua famiglia, si trova in Australia. Quindi compra una pistola e si reca nel bar dove l'uomo lavora. Vedendolo intento a cucinare tranquillamente, Sawyer, il cui vero nome si scopre essere James, non se la sente di ucciderlo. In seguito James/Sawyer va a bere in un altro bar, dove incontra, senza saperlo, il padre di Jack. Quest'ultimo è giù di morale, ha appena perso il lavoro in America a causa del buon senso del figlio che l'ha fatto radiare ed è oppresso dai sensi di colpa: consiglia quindi a James di non indugiare e di alleviare le proprie sofferenze come può, prima che sia troppo tardi. Allora Sawyer torna nel locale gestito dal suo nemico e gli spara: prima di morire l'uomo tuttavia gli rivela di non aver  niente a che fare con Sawyer, aveva solamente un debito con Hibbs che non era ancora riuscito a pagare; con le parole "questo ti si ritorcerà contro" l'uomo muore sotto gli occhi disperati e impotenti di Sawyer: era stato imbrogliato dal collega.
Nel frattempo, sull'isola Sayid aiuta Charlie e cerca di risollevarlo dal peso dell'uccisione di Ethan: è una colpa che si porterà dietro per tutta la vita, ma deve ricordarsi che non è solo.
Sawyer è invece alle prese con la ricerca di un cinghiale che gli ha distrutto la tenda e i suoi oggetti. Mentre si inoltra nella foresta sente dei bisbigli che non riesce a spiegarsi. Portando con sé la pistola e accompagnato da Kate, l'uomo comincia la caccia al cinghiale; i due nel viaggio si conoscono meglio. Quando ritrovano l'animale, però, Sawyer, ripensando al grave errore commesso in passato, cambia idea e decide di non ucciderlo. Tornato in spiaggia, restituisce la pistola a Jack e capisce che l'uomo incontrato tempo prima nel bar era il padre di questi.
- Altri interpreti: John Terry (Dr. Christian Shephard), Robert Patrick (Hibbs), Stewart Finlay-McLennan (Laurence), Jeff Perry (Frank Duckett), Brittany Perrineau (donna), Susse Budde (madre), Gordon Hardie (ragazzino), Alex Mason (barista).

## Cambiamenti
- Titolo originale: ...In Translation
- Diretto da: Tucker Gates
- Scritto da: Javier Grillo-Marxuach e Leonard Dick
- Episodio dedicato a: Jin

### Trama
In una serie di flashback si vede che Jin, per ottenere dal padre di Sun il permesso di sposarla, è costretto ad accettare di lavorare per lui. Ben presto il giovane viene obbligato ad occuparsi dei lavori più sporchi, compreso un pestaggio: questo lo porta a chiudersi in se stesso e ad allontanarsi dalla moglie, con la quale non può parlare di ciò che gli ordina di fare il suocero. Si vede poi Jin che va a trovare il proprio padre, che non vede da molto tempo; aveva infatti finto che fosse morto perché si vergognava del fatto che fosse un umile pescatore. Il padre lo accoglie a braccia aperte e gli dice che non importa ciò che è successo, poiché lui è suo figlio e gli vorrà sempre bene. Jin ha finalmente la possibilità di aprirsi con qualcuno e confida al padre che si vergogna di quello che è diventato e che anche il suo matrimonio è a rischio. Il padre allora gli consiglia di approfittare del prossimo viaggio in America per restare là assieme alla moglie e non ritornare più, in modo da liberarsi della tirannia del suocero e salvare il proprio matrimonio.
Nell'isola Michael sta costruendo una zattera per andarsene assieme a suo figlio, e ha accettato di portare con sé anche Sawyer. Una notte, però, la zattera viene incendiata, restando completamente distrutta. Michael è convinto che il colpevole sia Jin, visto che fin dall'inizio hanno avuto pesanti scontri. Sawyer allora va a cercarlo e quando lo trova vede che ha le mani ustionate: convinto che questa sia la prova della sua colpevolezza lo trascina fino alla spiaggia dove Michael, furioso, inizia a picchiarlo. Sun però interviene e parlando in inglese dice di lasciarlo stare: non è stato lui a incendiare la zattera, ma si è scottato tentando di spegnere le fiamme. Tutti sono sbalorditi dal fatto che Sun conosca l'inglese (solo Michael e Kate ne erano a conoscenza), ma il più sconvolto è ovviamente Jin che, sentendosi tradito dalla menzogna della moglie, prende le sue cose e se ne va dalla grotta, nonostante Sun tenti di convincerlo a restare. In seguito Locke, che è riuscito a convincere tutti che sono stati "gli altri" a bruciare la zattera, va da Walt e gli dice che sa che in realtà è stato lui a farlo, rassicurandolo che manterrà il segreto, e gliene chiede il motivo. Il ragazzo ammette di aver incendiato la zattera e dice di averlo fatto perché gli piace stare sull'isola e non vuole andarsene. Nell'ultima scena si vede Jin che aiuta Michael a costruire un'altra zattera.
- Altri interpreti: Byron Chung (Signor Paik), John Choi (maggiordomo), Joey Yu (Byung Han), Chil Kong (uomo con il completo bianco), John Shin (padre), Angelica Perreira (figlia di Bryon), Tess Young (migliore amica), Kiya Lee (moglie di Byung).

## Numeri
- Titolo originale: Numbers
- Diretto da: Dan Attias
- Scritto da: Brent Fletcher e David Fury
- Episodio dedicato a: Hurley

### Trama
Anche Hurley ha una storia personale particolare: da un uomo ricoverato in un ospedale psichiatrico, Lenny, aveva sentito una sequenza di numeri che ripeteva continuamente: 4 8 15 16 23 42, li aveva giocati alla lotteria e aveva vinto una cifra spropositata. Da quel momento era però stato perseguitato da una terribile sfortuna, dovunque andasse succedeva una disgrazia: suo nonno era morto, la sua casa e la sua fabbrica erano state distrutte da un incendio, era stato arrestato... tutte le persone attorno a lui ci rimettevano, tranne lo stesso Hurley, che dalle sfortune riusciva sempre a guadagnare qualcosa. La disperazione nel sentirsi dire che era pazzo, che niente di ciò che accadeva era colpa sua, lo portano a ritornare all'ospedale psichiatrico da Lenny. Quando gli dice che ha usato i numeri l'uomo impazzisce, comincia ad urlare: "non lo dovevi fare, hai aperto la scatola, ti devi allontanare da quei numeri o non si fermeranno mai!". Leonard aveva sentito questi numeri da un amico, Sam Tumy, quindi Hurley si reca a casa di quest'uomo, che si trova in Australia. Dopo aver bussato alla porta, gli apre la moglie di Sam, che gli riferisce che il marito era deceduto anni prima. I due cominciano a parlare di questa sequenza di numeri e Hurley viene a sapere che Sam aveva sentito in una trasmissione radio nel Pacifico una voce che li ripeteva in continuazione, durante il periodo in cui era militare. Anche Sam li aveva utilizzati per vincere del denaro e come era successo ad Hurley, dopo aver vinto, grandi sfortune lo seguivano. L'unico modo per interrompere la catena è stato spararsi.
4 8 15 16 23 42 sono i protagonisti di questa puntata: Hurley li vede scritti in un appunto della francese Danielle Rousseau e decide subito di andare a cercarla per chiederle delle spiegazioni. Arrivato nel punto in cui Sayid tempo addietro era caduto in una trappola escogitata proprio dalla Rousseau, viene raggiunto da Charlie, Jack e Sayid. Insieme cercano il rifugio della donna ma sono costretti a separarsi perché dopo che Hurley e Charlie attraversano un ponte, questo crolla. 
La francese comincia a sparare contro i due ma, mentre Charlie riesce a scappare, Hurley inciampa e quando si rialza si vede un fucile puntato contro. Danielle non sa rispondere alle domande dell'uomo: quei numeri li aveva sentiti quando era in nave da un segnale radio trasmesso proprio dall'Isola, era stata questa la causa del suo naufragio. A Hurley basta sapere se quei numeri sono maledetti, e la donna gli dice di sì; dopodiché l'uomo se ne va soddisfatto, e ritrova gli altri. A fine puntata si scopre che i numeri sono scritti sulla botola trovata da John e Boone.
Locke intanto costruisce una culla di legno per Claire, scoprendo inoltre che è il suo compleanno.
- Altri interpreti: Mira Furlan (Danielle Rousseau), Joy Minaai (reporter nr. 1), Lillian Hurst (Carmen Reyes), Archie Ahuna (Tito), Derrick Bulatao (Diego), Achilles Gracis (Orderly), Brittany Perrineau (ragazza), Ron Marasco (Ken Halperin), Dann Seki (Dr. Curtis), Maya Pruett (infermiera), Ron Bottitta (Leonard), Jayne Taini (Martha), Michael Adamschick (ufficiale della lotteria).

## Deus ex machina
- Titolo originale: Deus Ex Machina
- Diretto da: Robert Mandel
- Scritto da: Carlton Cuse e Damon Lindelof
- Episodio dedicato a: Locke

### Trama
Locke, prima di avere l'incidente che lo avrebbe portato alla paralisi, aveva conosciuto sua madre biologica (era stato dato da piccolo in affidamento). Volendo sapere di più sulla sua famiglia di origine, scopre che sua madre era malata di schizofrenia e suo padre Cooper è un uomo ricco che non sa neanche della sua esistenza. Locke decide di andarlo a trovare, e i due instaurano ben presto un solido rapporto padre-figlio, che Locke non aveva mai sperimentato prima: vanno a caccia insieme, parlano di tutto, a Locke sembra di essere tornato bambino, finalmente ha una figura maschile su cui appoggiarsi e fare affidamento. Un giorno, durante una delle sue solite visite a casa di Cooper, Locke scopre che il padre ha un problema al suo unico rene, deve al più presto fare un trapianto altrimenti rischia la morte. Locke quasi senza alcun ripensamento, si offre volontario come donatore, per la gioia di Cooper che gli dice che gli sarà per sempre riconoscente. Dopo l'operazione Locke si risveglia in ospedale sereno, ma il letto accanto al suo è vuoto, Cooper è già tornato a casa. A questo punto ricompare in scena Emily, la madre di Locke, che si scusa con lui per il suo comportamento meschino, ma aveva bisogno di soldi: Cooper la aveva infatti pagata per ricomparire nella vita di Locke, invogliando quindi la sua curiosità di conoscere i suoi genitori naturali. Il padre lo aveva solo sfruttato, non gli voleva bene, ma stava solo fingendo per poter avere il rene e continuare a vivere. A nulla sono servite le telefonate o ritornare nella casa di Cooper: il padre, come era comparso nella sua vita, così scompare. L'uomo è disperato: è stato illuso, si è lasciato prendere dal desiderio di poter ricostruire la sua famiglia e non si era posto alcun dubbio.
Nell'isola intanto Sawyer ha sempre dei continui mal di testa. Alla fine trova il coraggio di parlarne con Jack e scopre quindi di essere presbite; è costretto a portare un paio di occhiali.
Locke e Boone non sanno cosa fare per aprire la botola. La risposta a questo quesito appare a Locke in un sogno, dove vede se stesso di nuovo in sedia a rotelle, Boone insanguinato, e un aereo cadere in un punto dell'isola. Decide con Boone di andare nel luogo in cui aveva visto quell'aereo precipitare in sogno: lì forse avrebbero trovato il modo per rompere la botola e vedere che cosa c'è all'interno.
Durante il cammino Locke comincia a perdere l'uso delle gambe, fino a ridursi quasi a strisciare per continuare a proseguire. Arrivati al punto sognato, Boone è stupito: c'è veramente un rottame di aereo tra dei tralci. Su ordine di Locke il ragazzo si arrampica ed entra nell'aereo, ma non trova niente, solo delle Madonne con all'interno dosi di eroina. 
Per disperazione Boone prova ad accendere la radio di bordo. Questa funziona e riesce ad avere un breve contatto con degli uomini prima che l'aereo si schianti al suolo dicendo di essere un sopravvissuto del volo Oceanic 815, ma dall'altra parte un uomo risponde "siamo noi i sopravvissuti del volo Oceanic 815".
Dopo l'incidente Locke tira fuori Boone completamente insanguinato da quel che resta dell'aereo, e tra atroci dolori lo porta nella grotta da Jack. Subito l'uomo si affretta a fermare l'emorragia, anche se si rende conto delle ferite gravissime che il giovane aveva contratto dopo la caduta. Prova a chiedere a Locke le circostanze dell'incidente, ma l'uomo è già scomparso. 
Locke infatti è tornato sulla botola, e invoca l'isola di aiutarlo; ha fatto tutto ciò che gli aveva richiesto, compreso l'aver sacrificato Boone, ma non aveva ricevuto alcuna risposta. A questo punto dalla botola si accende una luce.
- Altri interpreti: Swoosie Kurtz (Emily), Kevin Tighe (Cooper), Tyler Burns Laudowicz (bambino), George O'Hanlon Jr. (Eddie), Lawrence Mandley (Frainey), Julie Ow (infermiera).

- Citazioni: Harry Potter. Quando Sawyer suo malgrado è costretto ad indossare degli occhiali per leggere, Hurley gli dice: "Coso... qualcuno qui sembra meglio di Harry Potter".

## Non nuocere
- Titolo originale: Do No Harm
- Diretto da: Stephen Williams
- Scritto da: Janet Tamaro
- Episodio dedicato a: Jack

### Trama
Nei flashback, viene mostrato il matrimonio di Jack con una ragazza di nome Sarah, che ama molto. Interagisce bene col padre, che gli dà dei consigli ed è anche presente al matrimonio.
Locke torna alle grotte insieme a Boone gravemente ferito per colpa dell'incidente accaduto nella foresta. Una volta arrivato, Jack inizia a curarlo, facendosi aiutare anche da Sun, Kate e Charlie.
Alla spiaggia, Jin, Sawyer, Michael e Walt stanno intanto continuando la costruzione della zattera, quando, ad un tratto, spunta Kate dalla foresta e chiede a Sawyer dell'alcool per le ferite di Boone.
Ignara di quanto stia succedendo al suo fratellastro, Shannon, insieme al suo nuovo fidanzato Sayid, sta passando un romantico picnic. Kate, intanto, trova Claire sofferente e capisce che sta finalmente per partorire.
Jack cerca in tutti i modi di curare Boone, che inoltre gli ha rivelato la verità riguardo la botola. Gli fa numerose trasfusioni con il proprio sangue, e quando vede che il ragazzo non migliora decide di amputargli la gamba, ma a quel punto Boone si sveglia e gli dice di lasciare perdere, morendo pochi secondi dopo.
La mattina successiva, Claire mostra a tutti il bambino e, intanto, torna anche Shannon. Jack le dà la cattiva notizia e lei scoppia in lacrime. Jack, arrabbiato e addolorato, dà la colpa a John Locke e parte per cercarlo.
- Altri interpreti: John Terry (dr. Christian Shephard), Zack Ward (Marc), John Tilton (proprietario del negozio), Julie Bowen (Sarah), Clarence Logan (ministro).

## Il bene superiore
- Titolo originale: The Greater Good
- Diretto da: David Grossman
- Scritto da: Leonard Dick
- Episodio dedicato a: Sayid

### Trama
Tramite vari flashback, si scopre che Sayid era sull'aereo perché in cerca di una ragazza, Nadia, di cui si è innamorato quando prestava servizio nell'esercito iracheno. Arrestato per tradimento, infatti, l'uomo è costretto a collaborare con la CIA per fermare un attacco terroristico da parte di una cellula terroristica di cui fa parte un vecchio amico di Sayid, Essam. Sayid riesce a guadagnarsi la sua fiducia, ma quando riuscirà ad incastrarlo, Essam si uccide puntandosi una pistola in faccia. Secondo gli accordi presi con la CIA, Sayid viene liberato e gli viene offerto un volo il giorno stesso. Sayid rifiuta, volendo seppellire l'amico Essam come da tradizione islamica. Prenderà quindi il volo del giorno successivo, il volo Oceanic 815.
Nell'isola la notizia della morte di Boone sconvolge il campo. Durante il funerale si presenta John, che dice a tutti la verità riguardo al Beechcraft e alla radio, ma non riguardo alla botola. Jack, in preda alla rabbia, lo aggredisce. Il dottore e Sayid decidono così di cercare risposte sulla botola, di cui invece aveva parlato Boone prima di morire. Charlie dice a Claire che si potrà prendere cura del suo bambino, se lei vuole, dandogli inoltre il soprannome di "testa di rapa", dovuto alla forma della sua testa. 
Sayid chiede a Locke di portarlo dall'aereo e lui accetta. Durante il tragitto l'iracheno lo riempie di domande, cosa che suscita la curiosità di John, che però continua stranamente a dire la verità. Gli consegna inoltre la pistola trovata l'episodio prima nella giacca del contrabbandiere vestito da prete. Poi, per guadagnarsi la fiducia di Sayid, gli rivela che era stato lui a tramortirlo mentre stava provando la trasmittente sulla collina. A questa rivelazione Sayid gli punta la pistola contro per aggredirlo, ma si ricrede quando Locke gli fa notare che l'unico messaggio trasmesso era quello della Rousseau che avvisava la morte dei suoi compagni. Infine gli chiede della botola, ma l'uomo mente, dicendo che ciò di cui parlava Boone era solo uno dei portelloni dell'aereo.
Shannon intanto decide di prendere in mano la situazione all'oscuro di tutti e va in cerca di Locke che reputa responsabile della tragedia, non prima di aver rubato una pistola dalla valigetta che Jack tiene nella sua tenda. Jack, accortosi del furto e convinto che il responsabile sia Locke, insieme a Kate e Sayid va in cerca dell'uomo. Nella foresta trovano invece Shannon che punta la pistola su Locke. Sayid riesce a gettare a terra la ragazza proprio mentre spara, e Locke viene solamente ferito di striscio alla testa. Shannon fugge via arrabbiata con Sayid, e Kate la insegue.
Più tardi, Sayid chiederà a Locke di condurlo alla botola.
- Altri interpreti: Ali Shaheed Amini (Yusef), Donnie Keshawarz (Essam), David Patterson (Hewitt), Jenny Gago (Cole), Dariush Kashani (Haddad).

## In fuga
- Titolo originale: Born To Run
- Diretto da: Tucker Gates
- Scritto da: Javier Grillo-Marxuach, Edward Kitsis e Adam Horowitz
- Episodio dedicato a: Kate

### Trama
L'episodio inizia con un flashback nel quale Kate, che viaggia sotto falso nome per sfuggire alla polizia, viene a sapere che sua madre è in ospedale e che sta morendo di cancro. Disperata, va alla clinica dov'è ricoverata per vederla, ma deve rinunciarvi perché la stanza è piantonata da un agente. Così va a chiedere aiuto ad un vecchio amico d'infanzia, Tom, che lavora come medico presso l'ospedale. L'amico (che adesso è sposato e ha un bimbo) accetta di aiutarla e fa in modo di prenotare una risonanza magnetica per la madre di Kate per qualche ora dopo, in modo che la ragazza possa incontrarla senza essere vista dall'agente di guardia. Mentre aspettano il momento di tornare in ospedale, Kate propone a Tom di andare a disseppellire un misterioso oggetto. I due si recano quindi in un posto dove scavano una buca da cui estraggono una "capsula del tempo", ovvero una scatola che avevano sotterrato da ragazzini, nella quale avevano messo i loro oggetti preferiti (tra cui l'aeroplanino giocattolo che nell'isola Kate conserva tanto gelosamente) e una cassetta che avevano registrato assieme. Kate e Tom ascoltano la cassetta, nella quale si sentono le loro voci di ragazzini e si sente il giovane Tom dire che sicuramente quando in futuro andranno a riprendere la scatola saranno sposati e avranno dei figli. Nella commozione del momento Kate bacia Tom e lui all'inizio ricambia, ma poi si discosta da lei dicendo che è meglio andare. I due si recano in ospedale e Tom porta la madre di Kate in radiologia, poi la lascia sola con la figlia. Kate piangendo chiede alla madre di perdonarla, ma lei si mette a urlare chiedendo aiuto, così la ragazza è costretta a scappare: ormai è stata scoperta. Kate prende quindi la macchina di Tom per fuggire, ma l'amico sale accanto a lei e cerca inutilmente di convincerla ad arrendersi; la ragazza gli intima di scendere, ma lui si rifiuta. Kate allora fa partire la macchina tentando la fuga, ma la polizia li insegue e spara, colpendo per sbaglio Tom, che rimane ucciso.
Nell'isola Michael, Jin e Sawyer stanno finendo di costruire la zattera, e su consiglio di Artz decidono di partire il giorno seguente. Kate cerca di convincere Michael a portarla con sé al posto di Sawyer, e quando questi viene a saperlo si infuria. Intanto Sayid e Locke mostrano a Jack la botola e lui si mostra d'accordo con Locke sul fatto di aprirla; Sayid, al contrario, dice che potrebbe essere pericoloso, la botola non ha una maniglia, e quindi è stata progettata per non essere aperta dall'esterno. Poco dopo Jack viene chiamato da Kate: Michael improvvisamente si è sentito male. Il medico va ad aiutarlo e si rende conto che è stato intossicato da qualcosa che è stato messo nella sua bottiglia d'acqua. Michael pensa che il colpevole sia Sawyer e gli dice che non gli permetterà più di partire con lui; Sawyer allora, credendo che sia stata tutta una manovra di Kate per prendere il suo posto nella zattera, rivela a tutti che è una fuggitiva. La ragazza ammette che è vero, ma dice di non essere stata lei ad intossicare Michael; quest'ultimo però decide di nuovo di portare con sé Sawyer. Walt intanto incontra Locke e improvvisamente gli dice di non aprire la botola, perché succederanno cose terribili. Il ragazzo poi va dal padre e gli confessa di essere stato lui a bruciare la prima zattera, perché non voleva lasciare l'isola, così Michael gli dice che se lui preferisce possono restare, ma Walt risponde che adesso vuole partire. Nel frattempo Jack va a parlare con Sun e le dice che ha capito che è stata lei ad intossicare l'acqua: in realtà la bottiglia era di Jin, ma per sbaglio l'ha bevuta Michael. Sun ammette di essere stata lei, dice che non voleva far del male a nessuno, voleva solo impedire al marito di partire, e Jack le assicura che terrà il segreto. Nell'ultima scena, da un dialogo di Sun e Kate, si scopre che in realtà era stata proprio quest'ultima a suggerire a Sun di intossicare il marito.
- Altri interpreti: Carter Jenkins (Tom da giovane - voce), Anosh Yaqoob (Sanjay), Daniel Roebuck (Dr. Arzt), Tamara Lynch (infermiera), Beth Broderick (Diane), Skye McCole Bartusiak (Kate da giovane - voce), Mackenzie Astin (Tom).

## Esodo, prima parte
- Titolo originale: Exodus: Part 1
- Diretto da: Jack Bender
- Scritto da: Damon Lindelof e Carlton Cuse
- Episodio dedicato a: Walt, Jack, Sawyer, Kate, Shannon e Sun

### Trama
Nei flashback vengono mostrati gli istanti prima dell'imbarco dei protagonisti sull'aereo. Jack prima di partire incontra Ana Lucia Cortez che rivela di avere il suo stesso volo e cerca di consolarlo per la morte di suo padre, avendo sentito la discussione avuta dal medico con l'addetta al check-in. 
Sull'isola Danielle giunge sulla spiaggia, nel campo dei sopravvissuti, e annuncia loro che gli Altri stanno per arrivare, giacché in lontananza si vede il fumo nero che secondo la donna ne precederebbe la venuta. Nonostante lo scetticismo di molti, primo fra tutti Jack, tra i sopravvissuti comincia a diffondersi una certa paura. Così lo stesso Jack, insieme con Kate, Locke, Danielle, Hurley e Sayid elabora un piano: aprire la botola con dell'esplosivo per nasconderci tutti i superstiti. Danielle annuncia agli altri che l'esplosivo si trova alla Roccia Nera, nel Territorio Oscuro, e si offre di fare da guida. Così il gruppo, privato di Sayid e al quale si aggiunge Artz, si inoltra nella foresta. Intanto Walt lascia Vincent a Shannon in vista della sua partenza. Poi, insieme a Sawyer, Michael e Jin saluta tutti gli altri e si imbarca sulla zattera. I quattro portano con sé una bottiglia con dei messaggi lasciati dagli altri sopravvissuti.
- Altri interpreti: Mira Furlan (Danielle Rousseau), Michelle Rodriguez (Ana Lucia), Fredric Lehne (Marshal), Robert Frederick (Jeff), Kylie Dragna (Charlotte), Daniel Roebuck (Dr. Arzt), Wendy Braun (Gina), Kevin E. West (Calderwood), Greg Grunberg (pilota), Terasa Livingstone (Lily), Michelle Arthur (Michelle), John Dixon (JD).

## Esodo, seconda parte
- Titolo originale: Exodus: Part 2.
- Diretto da: Jack Bender
- Scritto da: Damon Lindelof e Carlton Cuse
- Episodio dedicato a: Jin, Charlie, Michael, Hurley e Locke

Nel flashback vengono mostrati gli istanti precedenti all'imbarco sull'aereo degli altri passeggeri; Jin, andando in bagno, si incontra con un uomo che, parlando il coreano, lo informa di lavorare per il padre di Sun. Quest'ultimo sa che ha intenzione di portare la figlia in un altro Paese, ma che non sarà mai libero perché dovrà lavorare anche là per altri suoi amici. Hurley, a causa della sua iella, rischia di perdere il volo ma riesce all'ultimo per un colpo di fortuna. Locke scopre che il suo aereo per disabili non è ancora arrivato, così gli fanno prendere l'815.
Danielle guida la spedizione verso la roccia nera che altro non è che una nave schiavista, la Black Rock. La dinamite si trova nella stiva: Jack e Kate entrano e la prendono, fuori Artz, che si dice essere un esperto, malgrado prenda alcune precauzioni ne fa saltare un candelotto e muore. Intanto la Rousseau arriva sulla spiaggia chiedendo di vedere Sayid. Dopodiché, resta attratta dal bambino di Claire, la stordisce e lo rapisce. Il gruppo intuisce che la donna voglia scambiare con gli Altri Aaron (nome dato al piccolo) per Alex, sua figlia. Charlie e Sayid si precipitano al suo inseguimento e la trovano alla fonte del fumo nero. La donna riconsegna il bambino e i due lo riportano a Claire. Intanto Locke, Jack, Hurley e Kate portano la dinamite alla botola e si preparano per farla saltare, ma Hurley legge sul lato della porta la serie dei suoi numeri maledetti; cerca così di impedirne l'apertura, ma ormai è troppo tardi. 
Intanto il radar installato da Sayid sulla zattera capta un oggetto in avvicinamento: una barca di pescatori. Il gruppo della zattera racconta loro cos'è successo ma quelli li aggrediscono per rapire Walt. Sawyer viene colpito da un proiettile e cade in acqua mentre Jin si butta per salvarlo. Il bambino viene catturato e la zattera incendiata. Si scopre che Charlie ha di nascosto preso dall'aereo abbattuto una quantità di eroina; guardando nella buca causata dall'esplosione, Jack e Locke trovano una lunga scala che scende in profondità del terreno.
- Altri interpreti: Mira Furlan (Danielle Rousseau), Fredric Lehne (Marshal), Robert Frederick (Jeff), Kylie Dragna (Charlotte), Daniel Roebuck (Dr. Arzt), Wendy Braun (Gina), Kevin E. West (Calderwood), Terasa Livingstone (Lily), Michelle Arthur (Michelle), John Dixon (JD).
- L'episodio ha una durata doppia rispetto agli altri e in molti paesi è stato diviso in due parti (Esodo: parte 2 e Esodo: parte 3)